# Marques de Souza
Marques de Souza, amtlich portugiesisch Município de Marques de Souza, ist eine Gemeinde im Bundesstaat Rio Grande do Sul im Süden Brasiliens. Die Bevölkerungszahl wurde zum 1. Juli 2021 auf 3981 Einwohner geschätzt, die auf einer Gemeindefläche von rund 125,4 km² leben und Marquesouzenser genannt werden. Sie steht an 307. Stelle der 497 Munizips des Bundesstaates. Die Bevölkerungsdichte beträgt rechnerisch 32,5 Personen pro km², die Bevölkerungsentwicklung hat einen Abwärtstrend.
Sie liegt etwa 130 km nordwestlich der Hauptstadt Porto Alegre.

## Geschichte
Das genaue Datum der Erstbesiedlung durch Immigranten ist nicht bekannt, um 1880 hatten sich Deutschstämmige entlang des Rio Forqueta angesiedelt, denen um 1885 Italiener folgten, die die höheren Lagen bevorzugten. Der Ort ist zunächst Neu Berlin da Forqueta benannt worden. Am 24. Februar 1889 wurde die erste Kirche eingeweiht. Die Gemeinde wurde am 4. Juli 1916 zum 5. Distrikt von Lajeado erhoben (Distrito de Nova Berlim), im gleichen Jahr wurde der Ort umbenannt in Marques de Souza in Würdigung des Kriegshelden und Patrioten Graf Manuel Marques de Sousa, Conde de Porto Alegre (1804–1875).

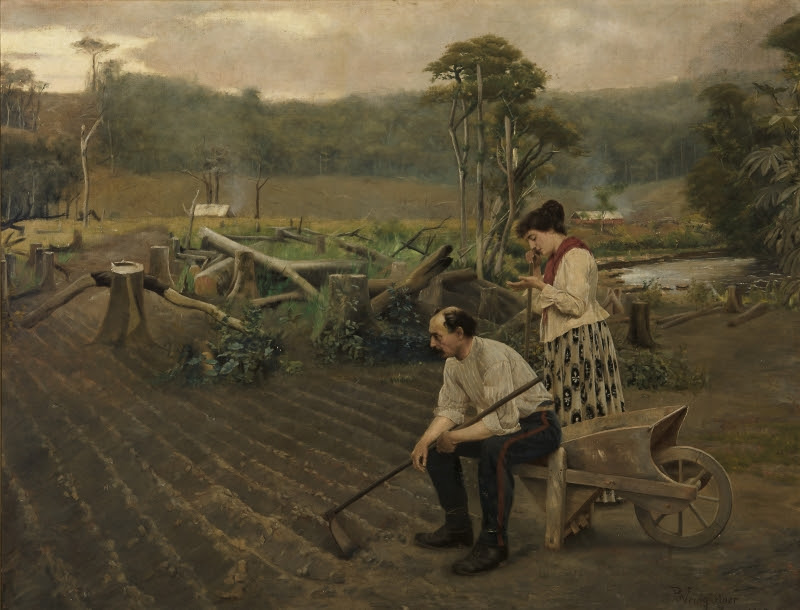
Tempora mutantur, Zeitgemälde 1898 von Pedro Weingärtner, Museu de Arte do Rio Grande do Sul

Die Gemeinde war landwirtschaftlich ausgelegt, teils kleinbäuerlich. Geflügel- und Schweinezucht sowie Futtergetreideanbau entwickelten sich. 1922 wurde der erste Schulverein gegründet, heute können 100 % der schulpflichtigen Kinder zu einer Schule gehen. In den 1940er Jahren gab es Halbedelsteinverarbeitung. Am 28. Dezember 1995 erfolgte die Ausgliederung aus Lajeado und Erteilung des Status eines Munizips. Die ersten, für die Emanzipation notwendigen Wahlen konnten am 3. Oktober 1996 abgehalten werden, am 1. Januar 1997 konnten Stadtpräfekt und Stadtrat mit der Verwaltungsarbeit beginnen. Unterteilt ist die Gemeinde in die Distrikte Distrito de Bela Vista do Fão mit den Siedlungen Vasco Bandeira und Picada Serra, und den Distrito de Tamanduá, der von Italienischstämmigen bewohnt wird. In Marques de Souza leben rund 97 % Abkömmlinge europäischer Herkunft. Rund 54 % waren 2010 evangelisch, von diesen wiederum rund 77 % lutheranisch (Deutsche). Rund 44 % waren römisch-katholisch (vorwiegend Italiener).

## Minderheitensprache
In Marques de Souza wird die Minderheitensprache Riograndenser Hunsrückisch gesprochen.

## Geographie
Umliegende Gemeinden sind Lajeado, Progresso, Travesseiro und Pouso Novo.
Das Biom ist Mata Atlântica. Das Terrain ist hügelig und schroff.

### Klima
Die Gemeinde hat tropisch gemäßigtes Klima, Cfa nach der Klimaklassifikation nach Köppen und Geiger. Die Durchschnittstemperatur ist 19,8 °C. Die durchschnittliche Niederschlagsmenge liegt bei 1326 mm im Jahr.
|                   | Jan  | Feb  | Mär  | Apr  | Mai  | Jun  | Jul  | Aug  | Sep  | Okt  | Nov  | Dez  |   |      |
| Temperatur (°C)   | 25,1 | 23,9 | 21,7 | 18,8 | 16,1 | 15,3 | 15,6 | 17,0 | 18,6 | 20,8 | 23,2 | 21,9 | Ø | 19,8 |
| Niederschlag (mm) | 163  | 138  | 150  | 107  | 83   | 76   | 64   | 73   | 103  | 106  | 118  | 145  | Σ | 1326 |

## Kommunalverwaltung
Die Exekutive liegt bei dem Stadtpräfekten (Bürgermeister). Bei der Kommunalwahl 2016 wurde Edmilson Amauri Dörr (Dorr) des Partido Trabalhista Brasileiro (PTB) zum Stadtpräfekten für die Amtszeit von 2017 bis 2020 gewählt. Dörr wurde bei der Kommunalwahl 2020 durch Fabio Alex Mertz von den Progressistas (PP) für die Amtszeit von 2021 bis 2024 abgelöst.
Die Legislative liegt bei einem 9-köpfigen gewählten Stadtrat, den vereadores der Câmara Municipal.

## Bevölkerungsentwicklung
| Jahr | Einwohner | Stadt | Land  |
| --- | --------- | ----- | ----- |
| 1991 | 4.649     | 1.296 | 3.353 |
| 2000 | 4.241     | 1.464 | 2.777 |
| 2010 | 4.068     | 1.545 | 2.523 |
| 2021 | 3.981     | ?     | ?     |
| Die zur Anzeige dieser Grafik verwendete Erweiterung wurde dauerhaft deaktiviert. Wir arbeiten aktuell daran, diese und weitere betroffene Grafiken auf ein neues Format umzustellen. (Mehr dazu) |           |       |       |

Quelle: IBGE (2011)

## Durchschnittseinkommen und Lebensstandard
Das monatliche Durchschnittseinkommen betrug 2017 den Faktor 1,9 des brasilianischen Mindestlohns (Salário mínimo) von R$ 880,00 (Einkommen umgerechnet für 2019: rund 378 € monatlich). Der Index der menschlichen Entwicklung (HDI) ist mit 0,687 für 2010 als im Mittel liegend eingestuft. 
2017 waren 812 Personen oder 19,5 % der Bevölkerung als fest im Arbeitsverhältnis stehend gemeldet, 19,8 % der Bevölkerung hatten 2010 ein Einkommen von der Hälfte des Minimallohns.
Das Bruttosozialprodukt pro Kopf betrug 2017 20.065,51 R$, das Bruttosozialprodukt der Gemeinde belief sich 2017 auf 83,45 Mio. R$.

## Bildung

### Analphabetenquote
Marques de Souza hatte 1991 eine Analphabetenquote von 13,6 % (inklusive nicht abgeschlossener Grundschulbildung), die sich bei der Volkszählung 2010 bereits auf niedrige 7,9 % reduziert hatte. Rund 15,4 % der Bevölkerung waren 2010 Kinder und Jugendliche bis 15 Jahre.

## Ethnische Zusammensetzung
Ethnische Gruppen nach der statistischen Einteilung des IBGE (Stand 2000 mit 4241, Stand 2010 mit 4068 Einwohnern):
| Gruppe      | Anteil 2000 | Anteil 2010 | Anmerkung                        |
| ----------- | ----------- | ----------- | -------------------------------- |
| Brancos     | 4.222       | ▼ 3.939     | Weiße, Nachfahren von Europäern  |
| Pardos      | 14          | ▲ 221       | Mischrassige, Mulatten, Mestizen |
| Pretos      | 5           | ▲ 8         | Schwarze                         |
| Amarelos    | 0           | 0           | Asiaten                          |
| Indígenas   | 0           | 0           | indigene Bevölkerung             |
| ohne Angabe | –           | –           |                                  |